# 浜野まいか
浜野 まいか（はまの まいか、2004年5月9日 - ）は、大阪府高石市出身の女子サッカー選手。チェルシーFCウィメン所属。サッカー日本女子代表。ポジションはフォワード、ミッドフィールダー。セレッソ大阪堺レディース（現セレッソ大阪ヤンマーレディース）8期生。

## 来歴

### クラブ
2017年、Jリーグクラブ・セレッソ大阪の女子チーム、セレッソ大阪堺レディースの下部組織であるセレッソ大阪堺ガールズの入団セレクションに合格し、入団。U-15なでしこアカデミーカップ2017で11試合20得点を挙げ得点王になった。
2018年、セレッソ大阪堺レディースに下部組織選手として登録。U-15なでしこアカデミーカップ2018で10試合16得点。ホーム最終戦にて中学2年14歳で、なでしこリーグ1部デビュー。 セレッソ大阪堺ガールズでチャレンジリーグ12試合出場無得点。
2019年、セレッソ大阪堺レディースに特別指定選手として入団。リーグ戦終盤から出場機会を得て4試合出場3得点。セレッソ大阪堺ガールズでチャレンジリーグ8試合出場3得点。
2020年、リーグ戦全試合に出場。ホーム最終戦INAC神戸レオネッサ戦で相手キーパーの頭上を抜くミドルシュートで追加点を奪い勝利に貢献した。18試合出場6得点4アシスト。世界中の10代の若手選手をランク付けするGoal NxGnの「女子サッカーの未来を担う10人のヤングスター」に選出された。これは、アジアの女子サッカーチーム及びアジア人で唯一の選出であった。
2021年、半年間で14試合出場5得点2アシスト。同年9月のWEリーグ開幕を前に、ユースから約6年間育ったセレッソ大阪からWEリーグのINAC神戸レオネッサへ完全移籍が決定した。
同年8月、INAC神戸レオネッサ史上最年少のプロ契約で完全移籍加入。WEリーグ開幕戦で先発出場、2得点を決めた。
2022年12月25日、海外挑戦のためINAC神戸を退団。
翌2023年1月13日、イングランド・ウィメンズ・スーパーリーグのチェルシーFCへの移籍（契約期間は2027年夏まで）と同時にスウェーデン・ダームアルスヴェンスカン(女子1部リーグ)のハンマルビーIFへの期限付き移籍が発表された。
2023 FIFA女子ワールドカップ前の練習中に左肩を負傷したため、同年9月7日、チェルシーの医療チームが検査した結果、手術を受けた。リハビリのために長期欠場が予想されたため、ハンマルビーへの期限付き移籍の解除が発表された。背番号はペルニレ・ハルダーが移籍前まで付けていた23番。同年12月17日に行われたブリストル・シティ戦の74分に、ローレン・ジェームズに代わって途中出場し、チェルシーでの公式戦初出場とWSLデビューを果たした。
2024年4月17日のアストン・ヴィラ戦ではリーグ戦で初めて先発出場を果たし、38分にチェルシー加入後初ゴールを決めた。同年5月15日のトッテナム・ホットスパー戦ではこの試合唯一となるゴールを決めチームの勝利に貢献。これによりチェルシーは最終節を前に、勝ち点で並んだマンチェスター・シティを得失点差で上回り首位に浮上した。同5月18日の最終節マンチェスター・ユナイテッド戦では、浜野は出場しなかったものの、チームは6-0で勝利。同日、アストン・ヴィラに2-1で勝利したマンチェスター・シティを得失点差でさらに引き離す結果となり、チェルシーはWSL5連覇を達成。浜野は日本人で初めてWSLタイトルを獲得した。
2024-25シーズンを迎えた同年10月17日、FCトゥウェンテ戦でUEFA女子チャンピオンズリーグ初ゴールを決めた。

### 代表
各年代別の日本代表に招集されている。
2019年、AFC U-16女子選手権2019（タイ）に出場し、5試合で5得点を記録して得点王になった。
2020年シーズン終了後の2021年3月、なでしこジャパン候補合宿メンバーに初めて招集された。招集に関してセレッソ大阪堺レディース監督の竹花友也は「正直言うともっと早く呼んでもらっても……という感じです。このまま選ばれ続けて、日本のエースになってもらいたいです」と話した。
2022年、2022 FIFA U-20女子ワールドカップ（コスタリカ）で、6試合出場4得点1アシスト、高い運動量も評価され大会MVPを受賞した。チームは決勝戦でスペインに1-3で敗れて準優勝だった。
2022年9月、日本女子代表（なでしこジャパン）に初選出され、同年10月6日に行われたナイジェリアとの国際親善試合にてA代表デビューを果たした。
2023年6月13日、オーストラリアとニュージーランドの共同開催で行われた2023 FIFA女子ワールドカップのなでしこジャパンに選出され、同年8月11日、準々決勝スウェーデン戦の後半45+2分に途中出場した。同年11月1日、カタール・ドーハで行われたアジアサッカー連盟のAFCアニュアルアウォーズ2022にてアジア女子年間最優秀ユース選手賞を受賞した。
2024年6月14日、2024年パリオリンピックに出場するなでしこジャパンのメンバーに選出された。

## 人物
- 兄の影響でサッカーを始め、小学生のころは男子チームでキャプテンをしていた[39]。
- 将来の夢は世界一のサッカー選手、女子サッカー界で歴史に残る選手になること[39]。
- 憧れの選手はリオネル・メッシ[39]。
- ユニフォームのシャツはパンツインするスタイル。理由は「じゃまになるから」[40]。
- 好きな言葉は「花がなかなか咲かなくても、下に下に丈夫な根をのばせ」[39]。

## 個人成績

### クラブ
| クラブ                   | シーズン     | リーグ                   | 背番号 | リーグ戦 | リーグ戦 | カップ戦 | カップ戦 | リーグ杯 | リーグ杯 | UEFA | UEFA | 合計 | 合計 |
| クラブ                   | シーズン     | リーグ                   | 背番号 | 出場     | 得点     | 出場     | 得点     | 出場     | 得点     | 出場 | 得点 | 出場 | 得点 |
| ------------------------ | ------------ | ------------------------ | ------ | -------- | -------- | -------- | -------- | -------- | -------- | ---- | ---- | ---- | ---- |
| セレッソ大阪堺レディース | 2018         | なでしこ1部              | 40     | 1        | 0        | 0        | 0        | 0        | 0        | —    | —    | 1    | 0    |
| セレッソ大阪堺レディース | 2019         | なでしこ2部              | 32     | 4        | 3        | 2        | 0        | 4        | 1        | —    | —    | 10   | 4    |
| セレッソ大阪堺レディース | 2020         | なでしこ1部              | 28     | 18       | 6        | 3        | 2        | —        | —        | —    | —    | 21   | 8    |
| セレッソ大阪堺レディース | 2021         | なでしこ1部              | 11     | 14       | 5        | 0        | 0        | —        | —        | —    | —    | 14   | 5    |
| セレッソ大阪堺レディース | 通算         | 通算                     | 通算   | 37       | 14       | 5        | 2        | 4        | 1        | 0    | 0    | 46   | 17   |
| INAC神戸レオネッサ       | 2021-22      | WE                       | 23     | 16       | 2        | 1        | 1        | —        | —        | —    | —    | 17   | 3    |
| INAC神戸レオネッサ       | 2022-23      | WE                       | 23     | 4        | 1        | 1        | 1        | 2        | 0        | —    | —    | 7    | 2    |
| INAC神戸レオネッサ       | 通算         | 通算                     | 通算   | 20       | 3        | 2        | 2        | 2        | 0        | 0    | 0    | 24   | 5    |
| ハンマルビーIF           | 2023         | ダームアルスヴェンスカン | 14     | 17       | 7        | 5        | 4        | —        | —        | -    | -    | 22   | 11   |
| チェルシー               | 2023-24      | WSL                      | 23     | 6        | 2        | 1        | 0        | 1        | 0        | 0    | 0    | 8    | 2    |
| チェルシー               | 2024-25      | WSL                      | 23     | 17       | 2        | 3        | 1        | 3        | 1        | 7    | 2    | 30   | 6    |
| チェルシー               | 2025-26      | WSL                      | 23     |          |          |          |          |          |          |      |      |      |      |
| チェルシー               | 通算         | 通算                     | 通算   | 23       | 4        | 4        | 1        | 4        | 1        | 7    | 2    | 38   | 8    |
| 通算                     | 日本         | 日本                     | 1部    | 53       | 14       | 5        | 4        | 2        | 0        | 0    | 0    | 60   | 18   |
| 通算                     | 日本         | 日本                     | 2部    | 4        | 3        | 2        | 0        | 4        | 1        | 0    | 0    | 10   | 4    |
| 通算                     | スウェーデン | スウェーデン             | 1部    | 17       | 7        | 5        | 4        | 0        | 0        | 0    | 0    | 22   | 11   |
| 通算                     | イングランド | イングランド             | 1部    | 23       | 4        | 4        | 1        | 4        | 1        | 7    | 2    | 38   | 8    |
| 総通算                   | 総通算       | 総通算                   | 総通算 | 97       | 28       | 16       | 9        | 10       | 2        | 7    | 2    | 130  | 41   |

1. ↑  セレッソ大阪堺ガールズの出場記録は含まない。

- 日本女子サッカーリーグ
  - 初出場 - 2018年11月3日 なでしこリーグ1部 第18節 日テレ・ベレーザ戦 (ヤンマースタジアム長居)[41]
  - 初得点 - 2019年10月20日 なでしこリーグ2部 第17節 静岡産業大学磐田ボニータ戦 (南津守さくら公園スポーツ広場)[41]

- WEリーグ
  - 初出場 - 2021年9月12日 第1節 大宮アルディージャVENTUS戦 (ノエビアスタジアム神戸)[42]
  - 初得点 - 2021年9月12日 第1節 大宮アルディージャVENTUS戦 (ノエビアスタジアム神戸)[42]

- ダームアルスヴェンスカン
  - 初出場 - 2023年3月26日 第1節 ヴィットショーGIK（英語版）戦 (テレツー・アリーナ)[43]
  - 初得点 - 2023年4月15日 第3節 ベクショーDFF（英語版）戦 (ハンマルビーIP（英語版）)[43]

- ウィメンズ・スーパーリーグ
  - 初出場 - 2024年3月4日 第15節 レスター・シティ戦 (キング・パワー・スタジアム)[43]
  - 初得点 - 2024年4月18日 第19節 アストン・ヴィラ戦 (キングスメドウ（英語版）)[43]

- UEFA女子チャンピオンズリーグ
  - 初出場 - 2024年10月8日 UWCL2024-25グループステージB 第1戦  レアル・マドリード戦 (スタンフォード・ブリッジ)[43]
  - 初得点 - 2024年10月17日 UWCL2024-25グループステージB 第2戦  トゥエンテ（英語版）戦 (デ・フロルーシュ・フェステ)[43]

### 代表
- 2022年10月6日 - 日本女子代表初出場 -  ナイジェリア戦 (国際親善試合、ノエビアスタジアム神戸)
- 2024年6月3日 - 日本女子代表初得点 -  ニュージーランド戦 (国際親善試合、エスタディオ・ヌエバ・コンドミーナ)

#### 主な出場大会
- U-16日本女子代表
  - 2019年 - AFC U-16女子選手権2019
- U-20日本女子代表
  - 2022年 - 2022 FIFA U-20女子ワールドカップ
- 日本女子代表（なでしこジャパン）
  - 2023年 - 2023 FIFA女子ワールドカップ
  - 2024年 - 2024年パリオリンピック
  - 2025年 - 2025 シービリーブスカップ

#### 試合数
| 日本代表 | 国際Aマッチ | 国際Aマッチ |
| 年       | 出場        | 得点        |
| -------- | ----------- | ----------- |
| 2022     | 1           | 0           |
| 2023     | 5           | 0           |
| 2024     | 10          | 4           |
| 2025     | 6           | 2           |
| 通算     | 22          | 6           |

2025年6月27日現在

#### 出場試合
| 出場試合一覧 | 出場試合一覧   | 出場試合一覧 | 出場試合一覧                               | 出場試合一覧     | 出場試合一覧   | 出場試合一覧       | 出場試合一覧                                                  | 出場試合一覧 |
| #            | 開催日         | 開催都市     | スタジアム                                 | 対戦国           | 結果           | 監督               | 大会                                                          | 出典         |
| ------------ | -------------- | ------------ | ------------------------------------------ | ---------------- | -------------- | ------------------ | ------------------------------------------------------------- | ------------ |
| 1.           | 2022年10月6日  | 神戸         | ノエビアスタジアム神戸                     | ナイジェリア     | ○ 2-0          | 池田太             | 国際親善試合                                                  | [ 44 ]       |
| 2.           | 2023年2月16日  | オーランド   | エクスプロリア・スタジアム                 | ブラジル         | ● 0-1          | 池田太             | 2023 シービリーブスカップ                                     | [ 45 ]       |
| 3.           | 2023年2月19日  | ナッシュビル | ジオディス・パーク                         | アメリカ合衆国   | ● 0-1          | 池田太             | 2023 シービリーブスカップ                                     | [ 46 ]       |
| 4.           | 2023年4月11日  | オーデンセ   | オーデンセ・スタディオン                   | デンマーク       | ● 0-1          | 池田太             | 国際親善試合                                                  | [ 47 ]       |
| 5.           | 2023年7月14日  | 仙台         | ユアテックスタジアム仙台                   | パナマ           | ○ 5-0          | 池田太             | MS&ADカップ2023                                               | [ 48 ]       |
| 6.           | 2023年8月11日  | オークランド | イーデン・パーク                           | スウェーデン     | ● 1-2          | 池田太             | 2023 FIFA女子ワールドカップ                                   | [ 49 ]       |
| 7.           | 2024年4月6日   | アトランタ   | メルセデス・ベンツ・スタジアム             | アメリカ合衆国   | ● 1-2          | 池田太             | 2024 シービリーブスカップ                                     | [ 50 ]       |
| 8.           | 2024年4月9日   | コロンバス   | Lower.comフィールド                        | ブラジル         | ● 1-1 (PK 0-3) | 池田太             | 2024 シービリーブスカップ                                     | [ 51 ]       |
| 9.           | 2024年5月31日  | ムルシア     | エスタディオ・ヌエバ・コンドミーナ         | ニュージーランド | ○ 2-0          | 池田太             | 国際親善試合                                                  | [ 52 ]       |
| 10.          | 2024年6月3日   | ムルシア     | エスタディオ・ヌエバ・コンドミーナ         | ニュージーランド | ○ 4-1          | 池田太             | 国際親善試合                                                  | [ 53 ]       |
| 11.          | 2024年7月13日  | 金沢         | 金沢ゴーゴーカレースタジアム               | ガーナ           | ○ 4-0          | 池田太             | MS&ADカップ2024 ～能登半島地震復興支援マッチ がんばろう能登～ | [ 54 ]       |
| 12.          | 2024年7月25日  | ナント       | スタッド・ドゥ・ラ・ボージョワール         | スペイン         | ● 1-2          | 池田太             | 2024年パリオリンピック                                        | [ 55 ]       |
| 13.          | 2024年7月28日  | パリ         | パルク・デ・プランス                       | ブラジル         | ○ 2-1          | 池田太             | 2024年パリオリンピック                                        | [ 56 ]       |
| 14.          | 2024年7月31日  | ナント       | スタッド・ドゥ・ラ・ボージョワール         | ナイジェリア     | ○ 3-1          | 池田太             | 2024年パリオリンピック                                        | [ 57 ]       |
| 15.          | 2024年8月3日   | パリ         | パルク・デ・プランス                       | アメリカ合衆国   | ● 0-1 (延長)   | 池田太             | 2024年パリオリンピック                                        | [ 58 ]       |
| 16.          | 2024年10月26日 | 東京         | 国立競技場                                 | 韓国             | ○ 4-0          | 佐々木則夫         | MIZUHO BLUE DREAM MATCH 2024                                  | [ 59 ]       |
| 17.          | 2025年2月20日  | ヒューストン | シェル・エナジー・スタジアム               | オーストラリア   | ○ 4-0          | ニルス・ニールセン | 2025 シービリーブスカップ                                     | [ 60 ]       |
| 18.          | 2025年2月23日  | グレンデール | ステートファーム・スタジアム               | コロンビア       | ○ 4-1          | ニルス・ニールセン | 2025 シービリーブスカップ                                     | [ 61 ]       |
| 19.          | 2025年2月27日  | サンディエゴ | スナップドラゴン・スタジアム               | アメリカ合衆国   | ○ 2-1          | ニルス・ニールセン | 2025 シービリーブスカップ                                     | [ 62 ]       |
| 20.          | 2025年5月31日  | サンパウロ   | ネオ・キミカ・アレーナ                     | ブラジル         | ● 1-3          | ニルス・ニールセン | 国際親善試合                                                  | [ 63 ]       |
| 21.          | 2025年6月3日   | サンパウロ   | エスタディオ・シセロ・デ・ソウザ・マルケス | ブラジル         | ● 1-2          | ニルス・ニールセン | 国際親善試合                                                  | [ 64 ]       |
| 22.          | 2025年6月27日  | マドリード   | エスタディオ・ムニシパル・デ・ブタルケ     | スペイン         | ● 1-3          |                    | 国際親善試合                                                  | [ 65 ]       |

#### ゴール
| ゴール一覧 | ゴール一覧    | ゴール一覧   | ゴール一覧                         | ゴール一覧       | ゴール一覧 | ゴール一覧         | ゴール一覧                | ゴール一覧 |
| #          | 開催日        | 開催都市     | スタジアム                         | 対戦国           | 結果       | 監督               | 大会                      | 出典       |
| ---------- | ------------- | ------------ | ---------------------------------- | ---------------- | ---------- | ------------------ | ------------------------- | ---------- |
| 1.         | 2024年6月3日  | ムルシア     | エスタディオ・ヌエバ・コンドミーナ | ニュージーランド | ○ 4-1      | 池田太             | 国際親善試合              | [ 66 ]     |
| 2.         | 2024年6月3日  | ムルシア     | エスタディオ・ヌエバ・コンドミーナ | ニュージーランド | ○ 4-1      | 池田太             | 国際親善試合              | [ 66 ]     |
| 3.         | 2024年7月13日 | 金沢         | 金沢ゴーゴーカレースタジアム       | ガーナ           | ○ 4-0      | 池田太             | 国際親善試合              | [ 67 ]     |
| 4.         | 2024年7月31日 | ナント       | スタッド・ドゥ・ラ・ボージョワール | ナイジェリア     | ○ 3-1      | 池田太             | 2024年パリオリンピック    | [ 57 ]     |
| 5.         | 2025年2月20日 | ヒューストン | シェル・エナジー・スタジアム       | オーストラリア   | ○ 4-0      | ニルス・ニールセン | 2025 シービリーブスカップ | [ 68 ]     |
| 6.         | 2025年2月23日 | グレンデール | ステートファーム・スタジアム       | コロンビア       | ○ 4-1      | ニルス・ニールセン | 2025 シービリーブスカップ | [ 69 ]     |

## タイトル

### クラブ
- セレッソ大阪堺ガールズ
  - 関西女子サッカーリーグ1部: 1回 (2017)

- セレッソ大阪堺アカデミー
  - U-15なでしこアカデミーカップ: 1回 (2018)

- セレッソ大阪堺レディース
  - なでしこリーグカップ2部: 1回 (2019)

- INAC神戸レオネッサ
  - WEリーグ: 1回 (2021–22)

- ハンマルビーIF
  - スヴェンスカ・クッペン・ダメル: 1回 (2023)

- チェルシーFC
  - ウィメンズ・スーパーリーグ: 2回 (2023-24、2024-25)
  - 女子リーグカップ: 1回 (2024-25)

### 代表
- 日本女子代表（なでしこジャパン）
  - シービリーブスカップ: 1回 (2025)

### 個人
- U-15なでしこアカデミーカップ・得点王: 1回 (2017年)
- AFC U-16女子選手権・得点王: 1回 (2019年)
- FIFA U-20女子ワールドカップ・MVP: 1回 (2022年)
- アジア女子年間最優秀ユース選手賞：1回(2023年)